# Tăura Veche, Sîngerei
Tăura Veche este satul de reședință al comunei cu același nume  din raionul Sîngerei, Republica Moldova.